# Dworek Ludwika Geyera
Dworek Ludwika Geyera – klasycystyczny dworek leżący przy ulicy Piotrkowskiej 286 w Łodzi.

## Historia
Murowany dworek wybudowany został w 1833 roku dla fabrykanta Ludwika Geyera. Dworek służył rodzinie do 1844 roku, czyli do czasu przeprowadzki do rezydencji, wzniesionej rok wcześniej na tej samej posesji, lecz przy narożniku ulicy Piotrkowskiej i Górnego Rynku. Pierwotnie dworek miał trzy izby, a przez środek parteru przechodziła sień. Dom miał facjatę mieszczącą jedną izbę z żelaznym balkonem.
W 2015 dom Geyera został uznany pomnikiem historii. Obecnie budynek jest własnością prywatną.

## Architektura
Murowana, klasycystyczna budowla nakryta jest dachem czterospadowym. Fasada zdobiona znajdującym się na osi ryzalitem z facjatką, z trójkątnym szczytem. Dworek od czasu powstania ulegał licznym przebudowaniom. Podczas remontu w 1948 roku, przebudowana została elewacja frontowa, dobudowano podcień z kolumnami i portykiem, a także zlikwidowano balkon. Dach został pokryty dachówką.